# Jacopo Massari
Jacopo Massari (Parma, 2 giugno 1988) è un pallavolista italiano, schiacciatore del Modena.

## Carriera

### Club
La carriera di Jacopo Massari inizia nelle giovanili del Parma nel 2002; nella stagione 2007-08 viene ingaggiato dal Piacenza con cui partecipa al campionato di Serie C, collezionando anche qualche presenza nella formazione di Serie A1, in cui entra a far parte in pianta stabile dall'annata 2010-11.
Nella stagione 2012-13 passa al Città di Castello, in Serie A2, ottenendo, al termine del campionato, la promozione in massima divisione, categoria dove milita con lo stesso club nella stagione 2013-14.
Nell'annata 2014-15 torna nuovamente alla società di Piacenza, mentre in quella successiva, si trasferisce al club francese del Paris, militante in Ligue A, con cui vince lo scudetto. Rientra in Italia per il campionato 2016-17 vestendo la maglia del Modena, in Superlega, aggiudicandosi la Supercoppa italiana 2016, mentre nella stagione successiva si accasa alla Callipo di Vibo Valentia.
Per il campionato 2018-19 difende i colori della Lube, sempre nella massima divisione, conquistando lo scudetto 2018-19, la Champions League 2018-19, il campionato mondiale per club 2019 e la Coppa Italia 2019-20. Nella stagione 2020-21 approda nella Efeler Ligi, firmando per il Solhan: tuttavia, a campionato in corso, lascia la squadra turca per concludere l'annata con l'Emma Villas, in Serie A2.
Nella stagione 2021-22 è ingaggiato dall'Hebăr, nella Superliga bulgara, con cui vince due Supercoppe bulgara, venendo premiato come MVP nell'edizione 2021, due coppe nazionali e lo scudetto 2021-22, anche in questo caso premiato come miglior giocatore. Poco dopo l'inizio dell'annata 2023-24, iniziata ancora indossando la casacca del club di Pazardžik, ritorna in Italia, alla Saturnia Acicastello, in Superlega.
Nel campionato 2024-25 torna in forza al Modena.

### Nazionale
Nel 2015 ottiene le prime convocazioni in nazionale, aggiudicandosi nello stesso anno la medaglia d'argento alla Coppa del Mondo e quella di bronzo al campionato europeo.

## Palmarès

### Club
- Campionato francese: 1

2015-16
- Campionato italiano: 1

2018-19
- Campionato bulgaro: 1

2021-22
- Coppa Italia: 1

2019-20
- Coppa di Bulgaria: 2

2021-22, 2022-23
- Supercoppa italiana: 1

2016
- Supercoppa bulgara: 2

2021, 2022
- Campionato mondiale per club: 1

2019
- Champions League: 1

2018-19

### Premi individuali
- 2021 - Supercoppa bulgara: MVP
- 2022 - Superliga: MVP